# Comitê Central do Kuomintang

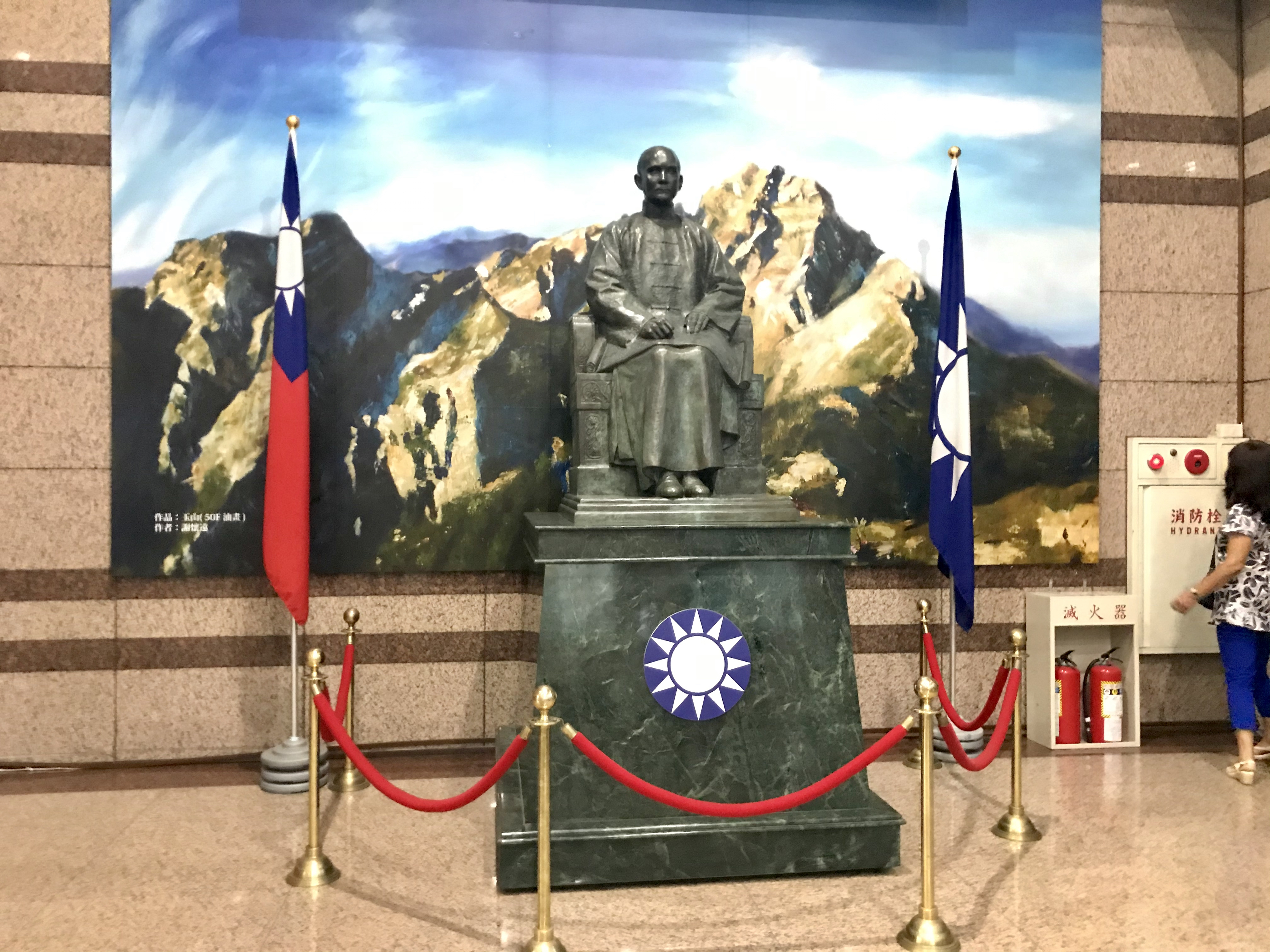
Estátua de bronze de Sun Yat-sen no saguão do primeiro andar do Edifício Bade

O Comité Central do Partido Nacionalista da China, ou Comité Central do Kuomintang e referido apenas por Comitê Central ou Sede Central do Partido, é um Comitê Central e o mais alto orgão do Partido Nacionalista da China (Kuomintang). É composto por membros do partido eleitos pelo Congresso Nacional do Kuomintang, o que inclui um grupo de gabinetes chefiados pelo presidente e outras unidades partidárias.
O Presidente do Comité Central é também o Presidente do Partido, eleito diretamente pelos membros do Partido desde 2001. A partir de agosto de 1993, o vice-presidente foi adicionado como assistente e auxiliador do presidente na coordenação de atividades feitas ou planejadas pelo Comitê Central. Ele também (Comitê Central) estabeleceu várias unidades administrativas, incluindo 7 unidades permanentes e 1 unidade ad hoc, lideradas pelo Secretário-Geral, e co-responsáveis pelas operações principais do partido.

## Estrutura organizacional

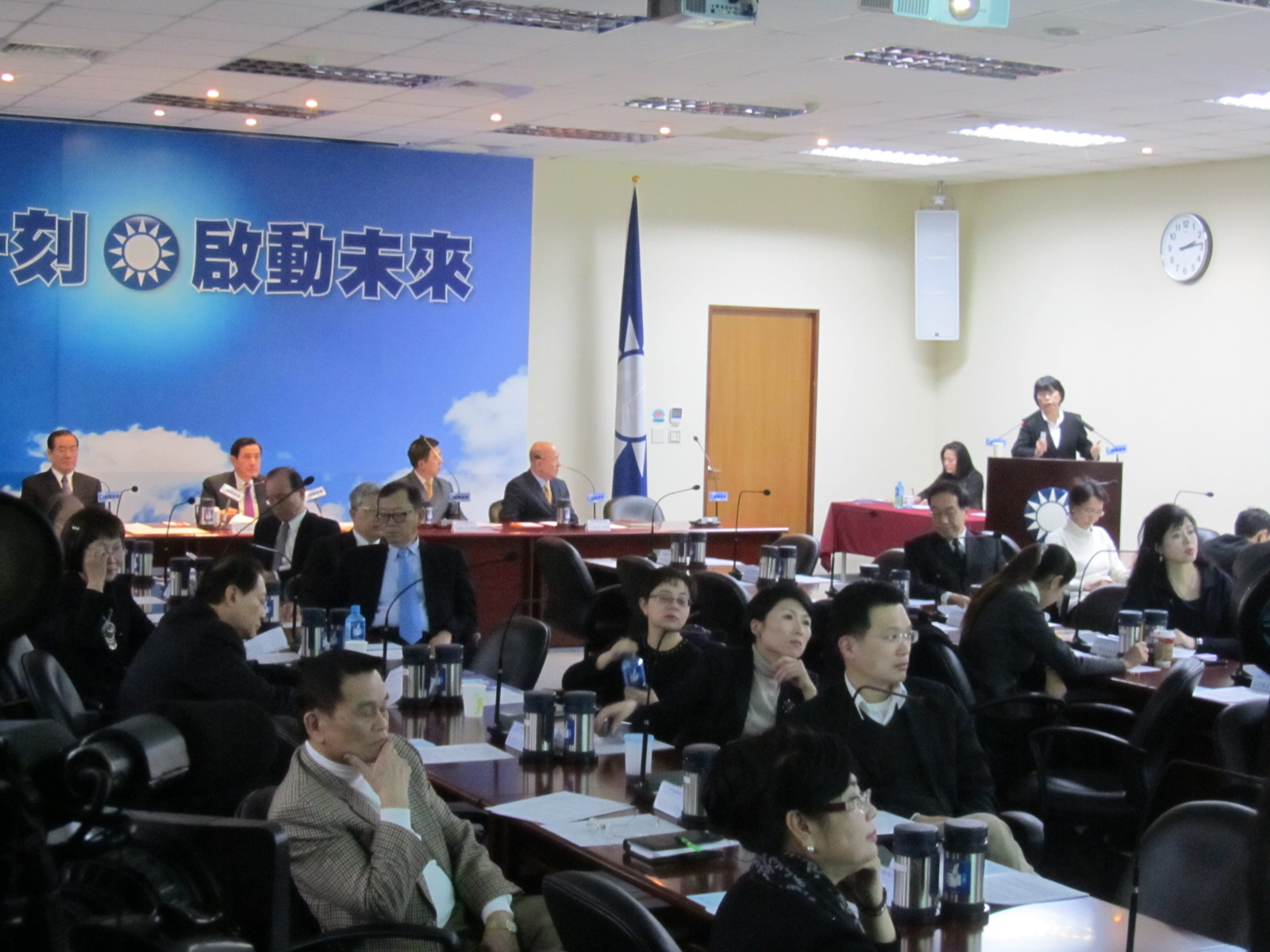
Reunião do Comité Central Permanente do Kuomintang

O Comité Central tem a dupla responsabilidade de órgão deliberativo e de órgão administrativo. De acordo com o atual "Estatuto do Partido Kuomintang", o Congresso Nacional do Partido elege 190 membros do Comité Central e 95 membros suplentes para um mandato de quatro anos e depois elege 29 membros do Comité Central e 6 candidatos designados que cumprem as disposições do; Constituição do Partido, num total de 35 pessoas são membros do Comité Permanente (Comité Permanente do Comité Central, referido como "Comité Permanente Central"), que juntos formam Comité Permanente Central do Kuomintang com mandato de dois anos.

### Gabinetes
- Presidente (mantido simultaneamente pelo presidente do partido)
  - Vice-Presidente (concomitantemente ocupado pelo Vice-Presidente do Partido)
    - Secretário-geral
      - Vice secretário geral
      - Diretor Executivo (Líder do Comitê de Política)
        - Presidente
        - Reitor (Instituto de Pesquisa de Práticas Revolucionárias)

### Unidade de tomada de decisões
- Comitê Central Permanente (o Comitê Central Permanente é composto por membros eleitos pelo Comitê Central e algumas cotas designadas)

### Unidade de consultoria
- Reunião do comitê central

A reunião do Comitê Central de Avaliação realiza-se uma vez por ano e é presidida pelo Presidente.

### Estabelecimento permanente
- Comitê de Política é o departamento de formação e produção de política partidária. Seu líder é o diretor executivo, que é simultaneamente servido pelo convocador do Yuan Legislativo do Kuomintang (comumente conhecido como o Grande chicote do partido ). O atual CEO é Fu Kunqi .
  - Departamento de Pesquisa Política
  - Departamento de Coordenação de Políticas